# Patti Warashina
Patti Warashina (* 16. März 1940 in Spokane, Washington) ist eine US-amerikanische Keramikkünstlerin, die für ihre fantasievollen und oft humorvollen Skulpturen bekannt ist.

## Leben
Masae Patricia Warashina wurde 1940 in Spokane, Washington, als jüngstes Kind von Heijiro und Aiko Warashina geboren. Sie studierte an der University of Washington in Seattle, wo sie 1962 ihren Bachelor of Fine Arts und 1964 ihren Master of Fine Arts erwarb. Anschließend lehrte sie dort 25 Jahre lang als Professorin für Keramik.

## Werk
Warashinas Arbeiten zeichnen sich durch die Darstellung der menschlichen Figur aus, oft in satirischen oder surrealen Kontexten. Sie nutzt Ton, um narrative Szenen zu schaffen, die soziale, politische und feministische Themen reflektieren. Ihr Interesse an der menschlichen Figur dient als visuelles Tagebuch, das ihre persönliche Zeit und die Zivilisation, in der sie lebt, widerspiegelt. Im Laufe ihrer Karriere erhielt Warashina zahlreiche Auszeichnungen, darunter 2012 den USA Distinguished Fellow von United States Artists.